# Boom Boom Rocket
Boom Boom Rocket es un videojuego descargable para el servicio Xbox Live Arcade de Xbox 360. Boom Boom Rocket es el primer juego de ritmo para el servicio Live Arcade y fue desarrollado por Bizarre Creations y publicado por la división de Microsoft. Actualmente, no está disponible en Japón, Corea, Singapur o Taiwán.

## Modo de juego
El objetivo de Boom Boom Rocket es provocar explosiones de fuegos artificiales en tiempo con la música, en un estilo de juego muy similar al de Dance Dance Revolution y Guitar Hero. Cada cohete es de color asignado a uno de los botones de colores del mando de Xbox 360. Un indicador de la vida, que también sirve como un medidor de multiplicador de puntos, se llena de acertando cada disparo y baja con cada disparo errado, y los jugadores se clasifican en la precisión general de aciertos. Si el medidor de la vida se consume completamente, el jugador falla la canción y el juego se acaba. Cada canción tiene tres tipos de fuegos artificiales desbloqueables, una para cada nivel de dificultad. Si el jugador dispara un número determinado de fuegos artificiales, un cohete con una cola ondulada aparece. Si este cohete especial se activa, los fuegos artificiales se desbloquean y al azar sustituye otros tipos de fuegos artificiales en las canciones posteriores. Si el cohete con la cola ondulada se pierde, o la canción no es completada, el tipo de fuego artificial permanece bloqueado.
Una actualización lanzada en noviembre de 2007 permite que el juego reconozca otros controladores como guitarras y tapetes de baile. Cuando se utiliza una guitarra, los cohetes deben ser "rasgados" al igual que en Guitar Hero para explotarlos a tiempo.
Boom Boom Rocket cuenta con diez pistas de música (quince con la actualización), con tres niveles de dificultad por pista. Cada pista es una canción clásica que ha sido remezclada en un estilo moderno, como ska, funk o techno. La música del juego fue compuesta por Ian Livingstone (bandas sonoras de Batman Returns y Project Gotham Racing 2). Mientras que los usuarios no pueden crear sus propias pistas de sonido o utilizar música de otras fuentes (aparte del modo de visualizador de música), el juego tiene contenido descargable de apoyo incluyendo nuevas canciones compuestas por Chris Chudley de Audioantics. (Geometry Wars, Project Gotham Racing 3), que debería haber sido liberado el 29 de noviembre de 2007, pero tuvieron un día de retraso. Las nuevas canciones fueron gratis por un par de semanas después del lanzamiento.